# 參宿二
參宿二（ε Ori / 獵戶座ε）位於獵戶座，西方則稱之為Alnilam，在佛蘭斯蒂德命名法中則稱為獵戶座46。
參宿二是全夜空第30亮的恆星，在獵戶座中則名列第4位，是一顆B0Ia 藍超巨星，也是已知最明亮的恆星之一。從地球上觀測參宿二，會發現它位在獵戶座的腰帶上。
參宿二也是57顆使用在天文領航中的恆星的其中之一。居住在中緯度地區的人們會在每年12月15日的半夜發現參宿二位在天空中的最高點。

## 名稱與歷史
Alnilam這個名稱是從阿拉伯文的النظام所演變而來的，Alnihan與Alnitam這兩個字也是與Alnilam有所關聯的，這3種變形明顯是翻譯或複寫時產生的錯誤。

### 獵戶座的腰帶
獵戶座腰帶上的3顆星在許多文化中都擁有獨特的稱呼。阿拉伯語中的Al Nijād、Al Nasak與Al Alkāt分別代表「腰帶」、「這一列」及「黃金穀物」，而在現代阿拉伯語中，Al Mīzān al H·akk則是代表「刻度精確的天平」。在中國文化中，獵戶座也被稱為「秤重的天平」。在中國，參宿二屬於四象之白虎中的參宿，28星宿之一，是其中的第二顆星。
在基督教出現之前的斯堪地納維亞，獵戶座的腰帶被當成弗麗嘉或弗蕾亞的紡紗桿。聖經中衍生出來的雅各與彼得的棍子被認為是東方三賢士。
在芬蘭神話中（根據史詩卡勒瓦拉），這三顆星代表万奈摩宁的鐮刀與卡勒瓦的劍。
墨西哥北部的少數民族則分別稱這三顆星為Hap（騾鹿）、Haamoja（麋鹿）與Mojet（大角羊），並合稱為Hapj（意義為獵人）。在傳說中，位居中央的Haamoja被獵人所傷，牠的血則流入加利福尼亞灣中的提布隆島。 
據說這些恆星也影響到埃及吉薩金字塔的建造。

## 物理性質
對參宿二的屬性各家的估計不盡相同。克勞瑟（Crowther）和他的同事利用恆星風和大氣模型，在2006年提出其亮度大約是太陽的275,000倍（L☉），有效溫度為27,000K，半徑為太陽的24倍（R☉）。塞爾（Searle）和他的同事使用CMFGEN代碼分析光譜，在2008年計算的亮度是537,000 L☉，有效溫度是27,500 ± 100 K，而半徑是32.4 ± 0.75 R☉。。分析獵戶座OB1星協成員的光譜和年齡，得出的質量是太陽的34.6倍（在主序帶時是40.8 M☉），年齡是570萬歲。
最近，依據依巴谷衛星新測量的視差，將距離從原先的412秒差距修正為606秒差距，在多個波長對參宿二進行的詳細分析，得到的亮度、半徑和質量都非常的高，而這些物理參數更符合早期公布的數值。在606秒差距上的亮度這顆恆星是最高的，達到832,000 L☉。
因為參宿二光譜相對簡單，對於天文學家研究星際物質非常有用。在接下來的百萬年內，這顆星可能演化成為沃爾夫–拉葉星，並爆炸成為超新星。它被分子雲NGC 1990包圍著，並且照亮了這個星雲，使它成為一個反射星雲。它的恆星風速度可能高達每秒2,000公里，導致它的質量損失比太陽快2,000萬倍。

## 外部連結
- （英文）伊利諾大學關於參宿二的描述
- （英文）有關參宿二的資料 （页面存档备份，存于）